# Miss France 1969
Miss France 1969 est la 39e élection de Miss France. Suzanne Angly, Miss Alsace 1968 remporte le titre et succède à Christiane Lillio, Miss France 1968.

## Déroulement
L'élection se déroule à la salle des fêtes de la Benauge, à Bordeaux, le 1er janvier 1969. 
Suzanne Angly, 17 ans est élue Miss France. Elle est vendeuse en parfumerie et son père est chef de chantier. 
La favorite de l'élection, Miss Bretagne avait refusé d'être élue Miss France car elle avait prévu de se marier en mars 1969. Elle avait déclaré : « Je suis ici ce soir parce qu’il m’était difficile, pour ne pas dire impossible, de faire autrement. Mais je vous informe que je n’ai d’autre ambition que de faire de la figuration. Si d’aventure le scrutin m’était favorable, il me faudrait démissionner sur le champ ».
Suzanne Angly, juste élue, est montée sur une caisse de bouteilles de vin, pour son couronnement, faisant office de « podium ».

## Classement final
| Résultat         | Candidate      | Région                  |
| ---------------- | -------------- | ----------------------- |
| Miss France 1969 | Suzanne Angly  | Miss Alsace             |
| 1re dauphine     | Rolande Gozien | Miss Bretagne           |
| 2e dauphine      |                |                         |
| 3e dauphine      |                |                         |
| 4e dauphine      | Violette Pena  | Miss Toulouse-Languedoc |
| 5e dauphine      |                |                         |
| 6e dauphine      |                |                         |

Outre Miss Bretagne, 1re dauphine, et Miss Toulouse-Languedoc, 4e dauphine, les autres dauphines étaient : 
- Miss Normandie, Micheline Beaurain, qui sera élue l'année suivante Miss France 1970
- Miss Jura-Franche-Comté, Brigitte Vuillemin, également 1re dauphine de Miss France 1970
- Miss Paris Élegance, Béatrice Demiaude, déjà dauphine de Miss France 1967

Cependant, le classement dans l'ordre est pour l'heure inconnu.

## Dans la fiction
- Le film Elle s'en va (2013) évoque dans plusieurs scènes l'élection, Catherine Deneuve jouant la Miss Bretagne de l'époque.